# Catherine-Michelle d'Autriche
 (juillet 2018).
Si vous disposez d'ouvrages ou d'articles de référence ou si vous connaissez des sites web de qualité traitant du thème abordé ici, merci de compléter l'article en donnant les références utiles à sa vérifiabilité et en les liant à la section « Notes et références ».
Catherine-Michelle (Michèle) d'Espagne, née le 10 octobre 1567 à Madrid et morte le 6 novembre 1597 à Turin, est la deuxième fille de Philippe II (1527-1598), roi d’Espagne, et d’Élisabeth de France (1545-1568).

## Biographie
Elle est élevée par la quatrième épouse de son père, Anne d'Autriche (1549-1580) à la cour de Madrid.
Devant le refus de sa sœur Isabelle-Claire-Eugénie d'Autriche d'épouser le duc de Savoie, Charles-Emmanuel Ier, elle est désignée pour cette union. Le mariage est contracté à Saragosse le 11 mars 1585.
Les enfants issus de cette union sont : 
1. Philippe-Emmanuel (1586-1605).
2. Victor-Amédée Ier (1587-1637), duc de Savoie.
3. Emmanuel-Philibert (1588-1624), vice-roi de Sicile.
4. Marguerite (1589-1655), mariée en 1608 à François IV de Gonzague (1586 † 1612), duc de Mantoue.
5. Isabelle (1591-1626), marié en 1608 à Alphonse III d'Este (1591 † 1644), duc de Modène.
6. Maurice (1593-1657), cardinal et évêque de Verceil.
7. Marie Apolline (1594-1656), nonne à Rome.
8. Françoise Catherine (1595-1640), nonne à Biella.
9. Thomas (1596-1656), prince de Carignan.

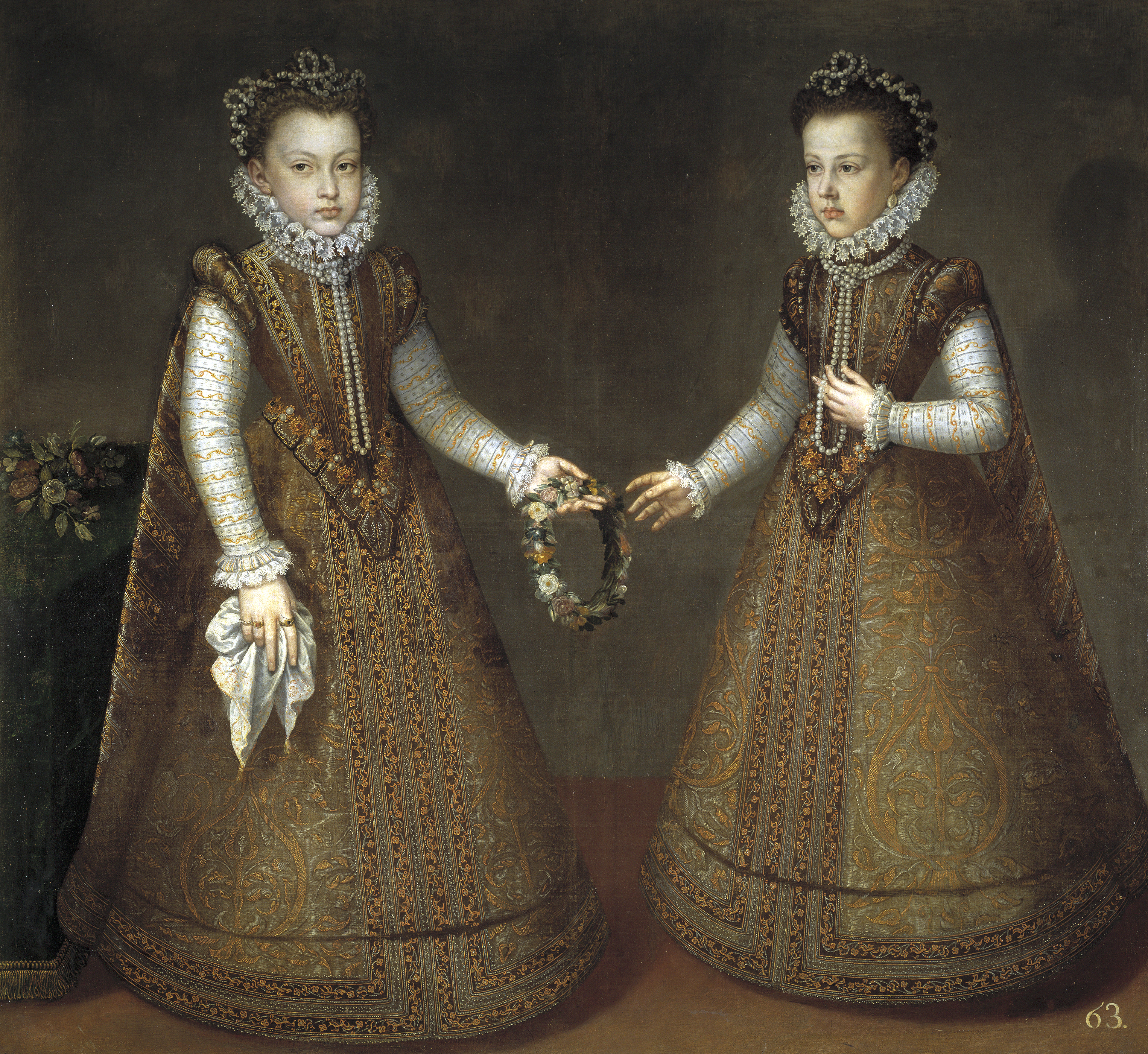
Les infantes Isabelle Claire Eugénie et Catherine Michelle (vers 1575), par Alonso Sánchez Coello.

10. Jeanne (1597-1597).